# Барбан
Барбан — селективный гербицид из группы карбаматов. В ГДР барбан использовался до 1987 года.
Препарат барбан запрещён к использованию в Европейском Союзе, в частности в Швейцарии, Австрии и Германии.

## Синтез
Барбан синтезируют взаимодействием продуктов реакций фосгена с м-хлоранилином и 2-бутин-1,4-диолом с тионилхлоридом.
Альтернативный путь — синтез 4-хлорбутил-2-ин-хлорформата из фосгена и 2-бутин-1,4-диола и последующая реакция этого продукта с 3-хлоранилином.